# Emoglobina di Barts
L'emoglobina di Barts è una variante patologica di emoglobina tipica dell'α-talassemia, nella forma con tutti e quattro i geni della catena α mutati (--/--). Durante lo sviluppo intra-uterino si formano tetrameri γ (l'emoglobina fetale presenta due catene α associate a due catene γ: queste verranno sostituite dalle catene β a sviluppo completato) non funzionali perché presentano elevata affinità per l'ossigeno e difficoltà nel rilasciarlo a livello tissutale.
La condizione non è vitale e il quadro clinico presenta epatosplenomegalia ed edema generalizzato con morte per idrope fetale.
La capacità di misurare l'emoglobina Barts è utile nei test di screening neonatali. Se viene rilevato questo tipo di emoglobina, il paziente viene solitamente inviato per un'ulteriore valutazione poiché la rilevazione di emoglobina Barts può indicare una delezione del gene della globina alfa, rendendo il bambino un portatore alfa talassemico silente, due delezioni alfa della globina (alfa talassemia) o malattia dell'emoglobina H (tre delezioni del gene della globina alfa). 
La delezione di quattro geni alfa globinici è stata precedentemente ritenuta incompatibile con la vita, ma nel 2017 si contavano 69 pazienti sopravvissuti alla passata infanzia.